# Canadian Centennial

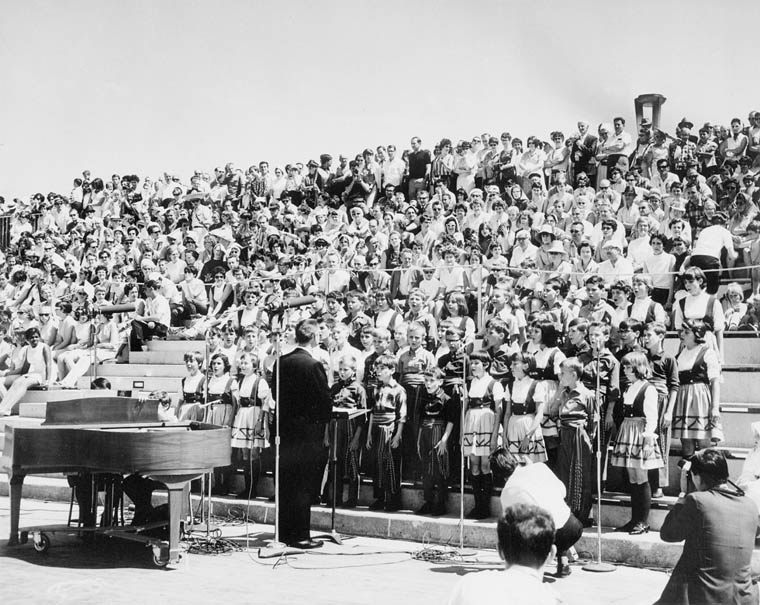
Folkgrupper från olika delar av Kanada på Kanadadagen.

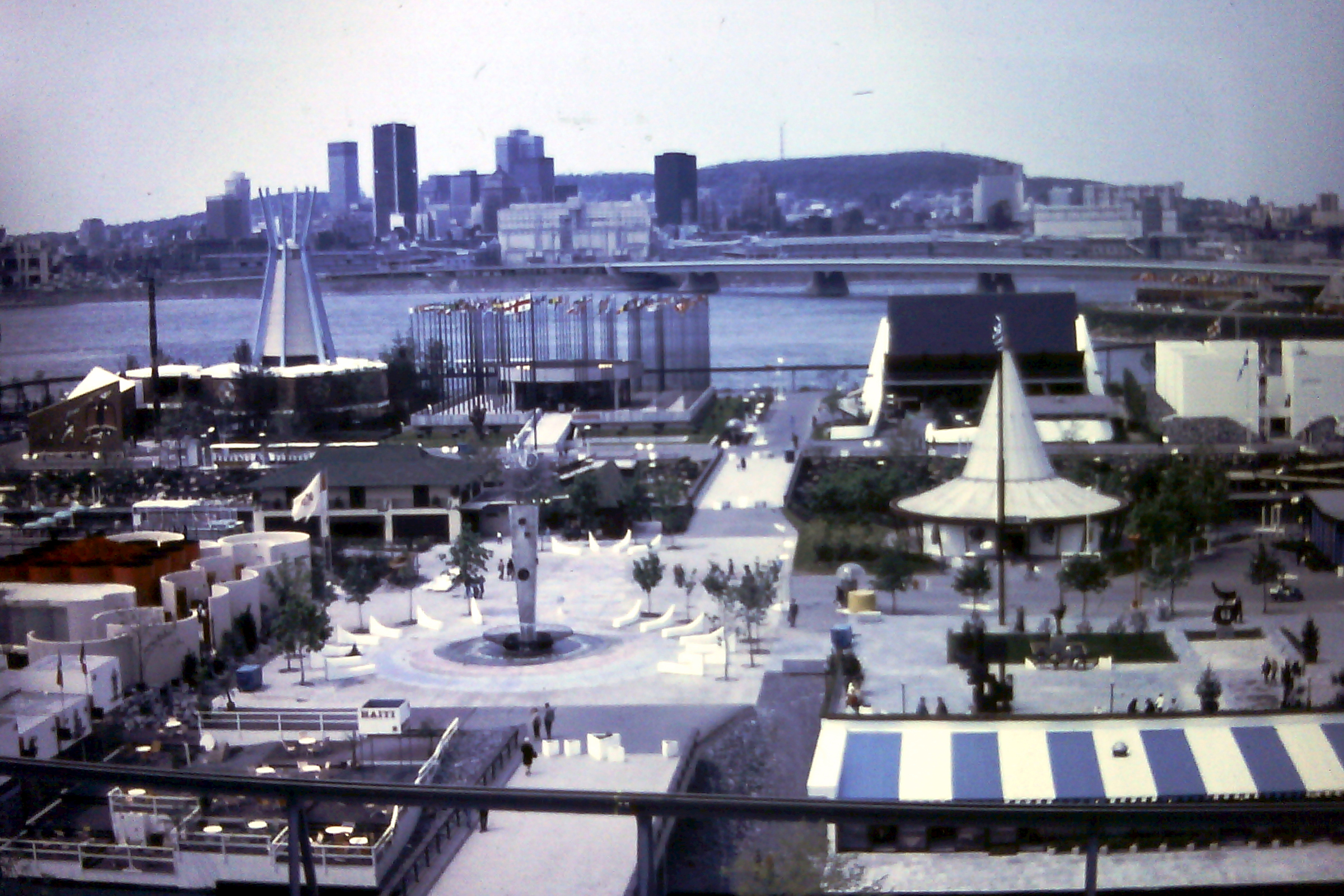
Expo 67.

Canadian Centennial var det firande som under 1967 genomfördes i Kanada, till 100-årsminnet av Kanadensiska konfederationens skapande. Firandet kulminerade på Kanadadagen den 1 juli 1967. En festkommitté tillsattes i januari 1963. Världsutställningen Expo 67 hölls i Montréal detta år, och barn som föddes detta år förklarades som "centennial babies" ("100-årsbarn").

### Fotnoter
1. ↑  historica. ”Centennial celebrations, 1967”. The Canadian Encyclopedia. Arkiverad från originalet den 14 februari 2010. https://web.archive.org/web/20100214064651/http://thecanadianencyclopedia.com/index.cfm?PgNm=TCE&Params=U1ARTU0000644. Läst 25 augusti 2010.